# Sports Interactive
Sports Interactive Limited — компания, которая специализируется на разработке компьютерных игр. Офис компании находится в районе Лондона Излингтон, Великобритания и принадлежит японской компании Sega.

## История
Компания была основана в 1997 году братьями Поулом и Оливером Коллер. Первоначально компания была известна как «SI». Игра Championship Manager: Season 97/98 принесла компании доход в 281 тысячу фунтов стерлингов и славу.
Sports Interactive сотрудничала с футбольным клубом Уимблдон во время разработки игр Championship Manager: Season 01/02. В настоящее время клуб Уимблдон является одним из основных спонсоров компании.
В 2003 году компания объявила, что она больше не будет разрабатывать игры серии Championship Manager, и отдала все права на серию компании-издателю Eidos Interactive. Вместо этого 12 февраля 2004 года было объявлено, что Sports Interactive подписала контракт с Sega и готовит новую серию игр Football Manager.
В 2004 году Sports Interactive объявила о сделке, чтобы помочь разработчику Маркусу Хейнсону разработать игру Out of the Park Baseball.
4 апреля 2006 года Sports Interactive была приобретена компанией Sega, которая раньше занималась издательством игр компании.
1 января 2007 года компания объявила, что они начали работу над новой игрой. Известно, что игра будет связана с футболом и будет похожа на серию игр FIFA, однако ни названия, ни скриншота не было выложено до сих пор.
20 апреля 2007 года, Sports Interactive объявила о выпуске игры Football Manager Live в жанре MMOG. Игра была выпущена в марте 2008 года для загрузки, DVD-версия вышла 23 января 2009 года. В игре есть база данных, которая насчитывает более 330 000 футболистов и 10 лиг. Кроме того, игроки могут общаться друг с другом с помощью внутриигрового чата.

## Игры, разработанные компанией

### СерияChampionship Manager
- Championship Manager '93
- Championship Manager 2
- Championship Manager 96/97
- Championship Manager 97/98
- Championship Manager 3
- Championship Manager: Season 00/01
- Championship Manager: Season 01/02
- Championship Manager 4
- Championship Manager: Season 03/04

### СерияFootball Manager
- Football Manager 2005
- Football Manager 2006
- Football Manager 2007
- Football Manager 2008
- Football Manager 2009
- Football Manager 2010
- Football Manager 2011
- Football Manager 2012
- Football Manager 2013
- Football Manager Live
- Football Manager 2014
- Football Manager 2015
- Football Manager 2016
- Football Manager 2017
- Football Manager 2018
- Football Manager 2019
- Football Manager 2020
- Football Manager 2021
- Football Manager 2022
- Football Manager 2023

### СерияHockey Manager
- Eastside Hockey Manager
- NHL Eastside Hockey Manager
- NHL Eastside Hockey Manager 2005
- NHL Eastside Hockey Manager 2005 (североамериканская версия)
- NHL Eastside Hockey Manager 2007

### СерияOut of the Park Baseball Manager
- Out of the Park Baseball Manager 2006
- Out of the Park Baseball Manager 2007

## Награды
В 2010 году основателям Sports Interactive Полу и Оливеру Коллайерам вручили Ордена Британской империи за свои заслуги в индустрии компьютерных игр.
В следующем году директору компании Майлз Джекобсон стал офицером Ордена Британской империи за свои заслуги в индустрии компьютерных игр.